# Nothofagus fusca
Nothofagus fusca é uma espécie de árvore endêmica da Nova Zelândia, onde ocorre tanto na Ilha Norte como na Ilha Sul.